# Velký požár Českých Budějovic
Velký požár Českých Budějovic, k němuž došlo 24. července 1641, byl nejničivějším požárem i nejničivější živelní katastrofou v historii Českých Budějovic. Oheň vznikl v Müllerově domě v Krajinské třídě, kde vzplála neopatrností ranhojiče mast. Požár s přispěním větru zasáhl více než polovinu města, vyhořelo 226 domů, 64 dvorů, kostel svatého Mikuláše, přilehlá zvonice, špitální areál u svatého Václava, Pražská brána, Svinenská brána, 13 hradebních věží, mlýn a 3000 strychů (asi 279 m³) obilí císařského vojska. K rozšíření požáru přispělo teplé suché počasí, silný západní vítr, nedostatek vody ve studních a absence jiných vodních zdrojů (rozhodnutí o výstavbě městských kašen a vodárenské věže padlo až v roce 1716).

## Původ, průběh a škody

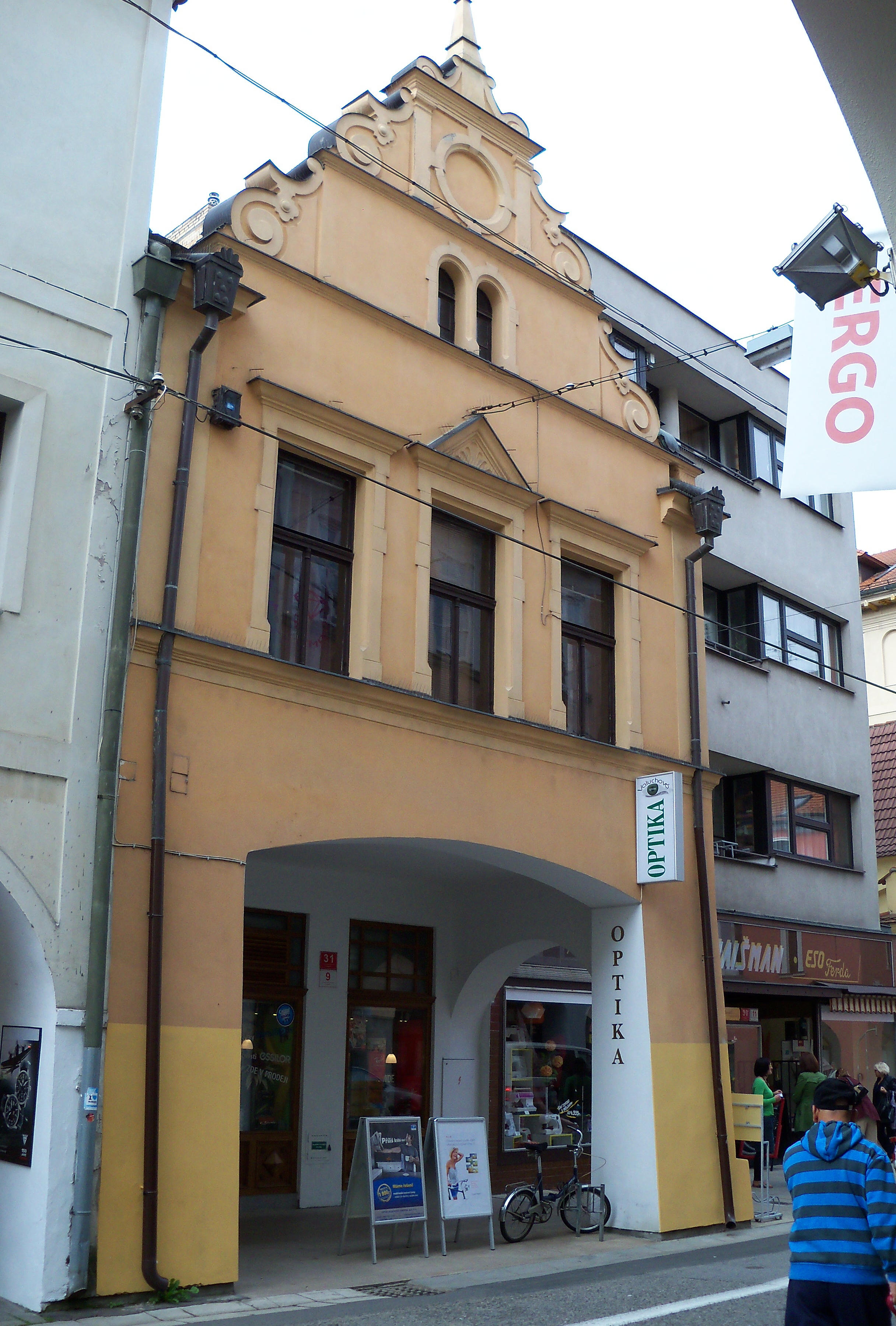
Müllerův dům, ohnisko požáru

Během třicetileté války fungovalo město jako shromaždiště nově naverbovaných vojáků pluku hraběte Maxmiliána Valdštejna. Jeden z důstojníků, poručík Vincenc de Scamp, si ze souboje odnesl průstřel paže, který si dopoledne 24. července 1641 nechal ošetřit ranhojičem Janem Filipem Hallerem. Haller bydlel poblíž Masných krámů, v domě dlaždiče Řehoře Müllera na současné adrese Krajinská 9/31. De Scampovi na kuchyňském ohništi připravoval mast, která podle oficiální vyšetřovací verze před 11 hodinou vzplála zelenomodrým plamenem, který vyšlehl z komína a založil požár. Podle výpovědí některých svědků bylo však příčinou požáru zahoření tuku, na kterém Hallerova manželka Eufrozina připravovala ryby k obědu. Hallerův syn běžel na náměstí, kde zvonil na poplach zvonem na pranýři. To však u obyvatel namísto žádoucí odezvy pouze vyvolalo paniku. Navzdory skutečnosti, že komín hořel zhruba čtvrt hodiny, než se od něj požár rozšířil na střechu, nikdo v tomto čase nereagoval hašením.

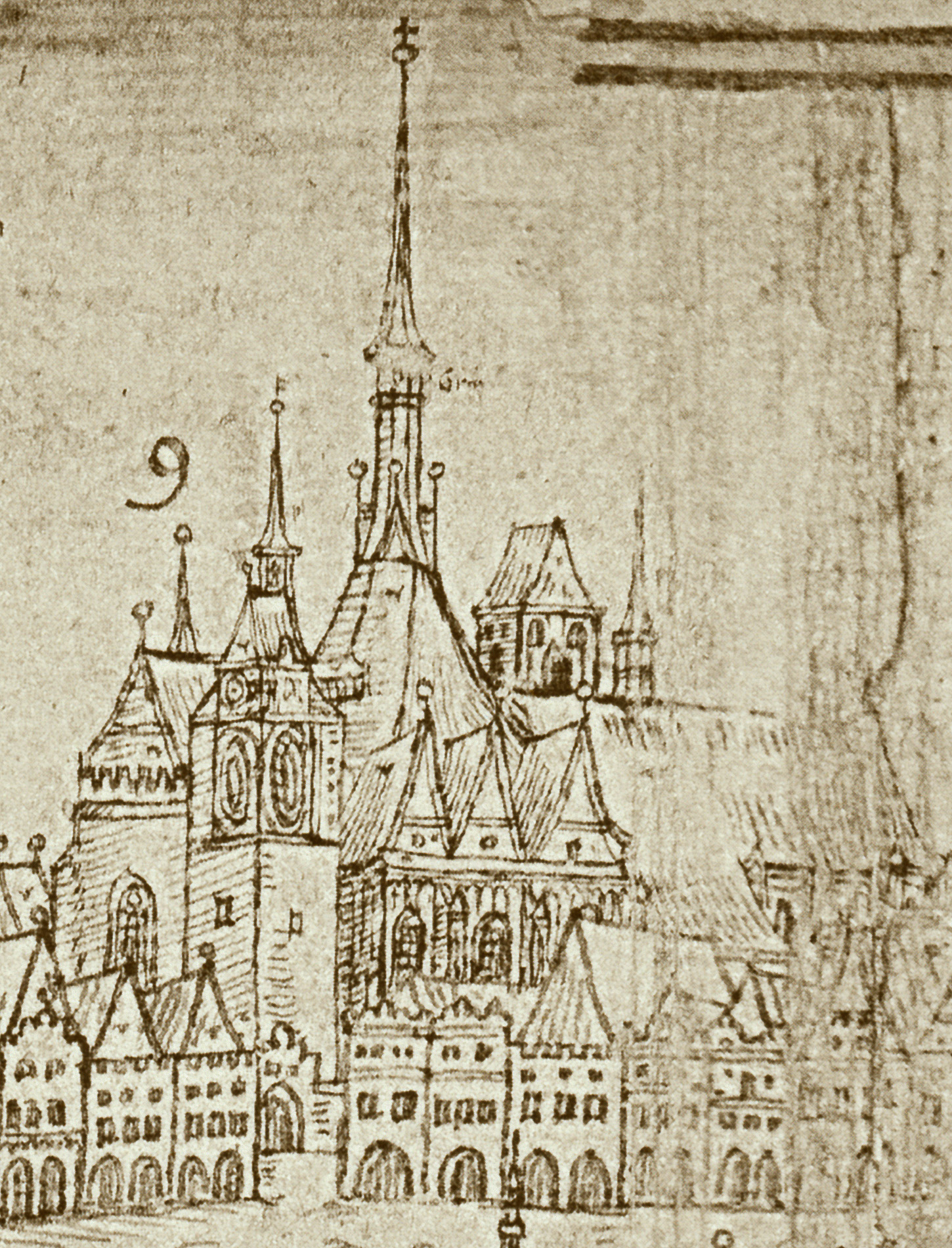
Gotická podoba chrámu před požárem, v pozadí zvonice

Mezi 11. a 12. hodinou se hořící komín zhroutil, zapálil střechu a silný západní vítr pomáhal šíření požáru na okolní stavby. Po východní straně ulice se požár rozšířil až k jejímu severnímu konci a Pražské bráně, odtud do České a místy i do Panské ulice. Zachvácen byl i svatováclavský špitál s byty, komorami, sýpkami, stájemi a kostelem. Tomu shořela věž se zvony, střecha, hořící trámy probořily klenbu nad presbytářem a zapálily oltář. Oheň se postupně rozšířil na bloky mezi ulicemi Krajinská, Hroznová a U Černé věže, pravděpodobně i na některé domy na severní straně náměstí. Zahořela střecha gotického chrámu svatého Mikuláše, zničila věžičku na vrcholu krovu se třemi zvony, následně se hořící krov propadl do lodi kostela a zapálil hlavní oltář, tabernákl, osmnáct postranních oltářů, výbavu kaple Panny Marie, dvoje varhany v příčné lodi, kazatelnu, obrazy, sochy, relikviáře, korouhve, křtitelnice, lavice a na kůru hudební nástroje, varhanní pozitiv, zpěvníky, notové záznamy a dvojici rukopisných bohatě iluminovaných graduálů. Žárem popraskaly i kamenné prvky včetně náhrobků, nové mramorové dlažby, kleneb a pilířů. Zničena byla též hodinová věž se dvěma zvony, pravděpodobně i původní zvonice. Shořela věžička hřbitovní kaple svatého Jakuba se dvěma zvony, přilehlá kostnice včetně ostatků, děkanství (podařilo se zachránit knihovnu) a městská škola. Odtud požár postupoval do Kněžské ulice, kde vyhořela řada domů, část Kapucínského kláštera, ale klášterní kostel svaté Anny přestál bez újmy. Vyhořely však domy na západní straně ulice, odkud se požár dostal ulicí Karla IV. k jejímu východnímu konci, kde zachvátil Svinenskou bránu. Dále vyhořely tři domy na východní straně náměstí.

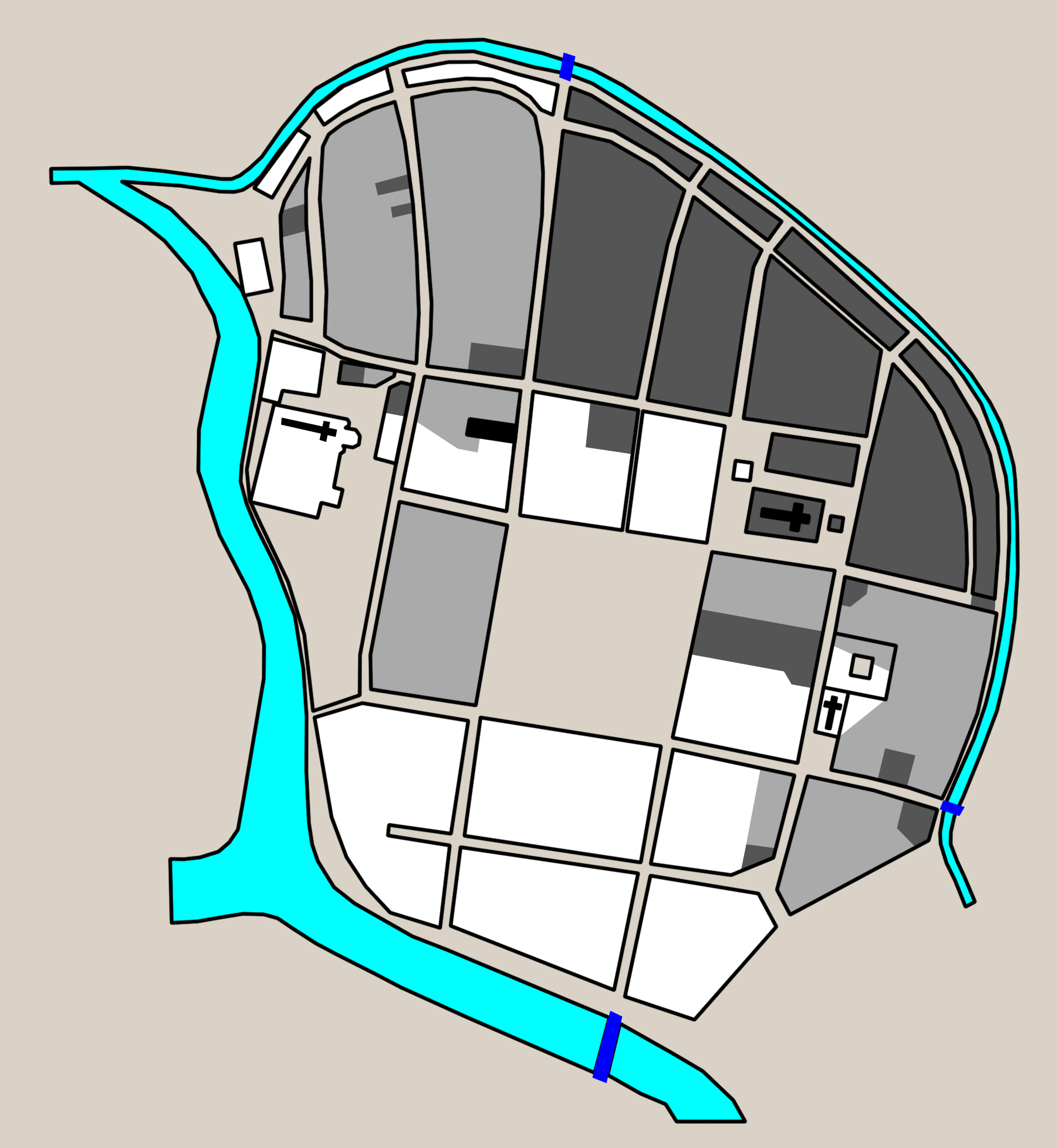
bílá - nezasažené bloky
světle šedá - bloky zasažené požárem bez přesně známého rozsahu
tmavě šedá - bloky těžce zasažené požárem a prokazatelně zničené budovy
černá - ohnisko požáru (Müllerův dům)

Sedmihodinový požár těžce poškodil městské opevnění, na které se oheň rozšířil snad v oblasti Pražské brány. Odtud pokračoval po dřevěném hradebním ochozu (po směru hodinových ručiček) až ke Svinenské bráně. Vyhořelo 12 nebo 13 věží a bašt, roztavena byla děla na hradbách, z nichž nabitá se od požáru samovolně odpalovala. Když začala hořet Břidlicová věž, která sloužila jako sklad střelného prachu, propadla část lidí panice a 300 osob opustilo město. Kamenná klenba však požár přestála a k explozi nedošlo. Větrem unášené hořící střešní krytiny zapalovaly dvory za Svinenskou branou, vyhořel Špitálský mlýn, stromy v sadech a obilí na polích.
Počet vyhořelých městských domů bývá různými zdroji vyčíslován na 216, 226 nebo 220-230, na předměstí je uváděno 48 dvorců a domů s 34 stodolami, podle kronikáře 64 předměstských objektů. V plamenech a kouři zahynulo 5 osob, 1 osoba zahynula zavalením ve vyhořelém objektu.

## Opatření po požáru
Objekty s narušenou statikou byly krátce po požáru strženy. Bohoslužby původně konané v děkanském kostele svatého Mikuláše byly pod dobu přestavby přesunuty do klášterního kostela Obětování Panny Marie. Kaplanům byly vystavěny prozatímní domky nedaleko kostela. Výuka se z obecní školy přesunula do soukromého domu na náměstí. Pohořelí, o které se nezvládlo postarat město, byli ubytování ve Čtyřech Dvorech. Městská rada požádala císařské místodržící o prominutí kontribucí a přesun Valdštejnových vojsk z města. Dále žádala císaře, papeže Urbana VIII. a kardinála Harracha o pomoc při obnově kostela. Jáchym Waczko byl vypraven na cestu po jižních Čechách a Rakousku, aby vybíral dary na obnovu města.

## Stavební obnova
Požár inicioval přestavbu katedrály svatého Mikuláše z původně gotického chrámu do barokní podoby, zahájena byla v dubnu 1642 a dokončena o sedm let později. V listopadu 1641 začala obnova a barokní rozšíření městských hradeb. Ještě v roce 1654 zůstávala ve městě spáleniště.

## Zázraky
Pekař Marek Kotter ve svém domě (Krajinská 32/271) při požáru snesl všechny hodnotné věci do místnosti, kterou považoval za bezpečnou. Požár přesto pronikl i do ní a spálil vše s výjimkou postele, ve které byl uložen obraz Panny Marie Budějovické. Jako další zázrak přičítaný Panně Marii Budějovické byla vnímána skutečnost, že se požár vyhnul Dominikánskému klášteru.

## Připomínky události

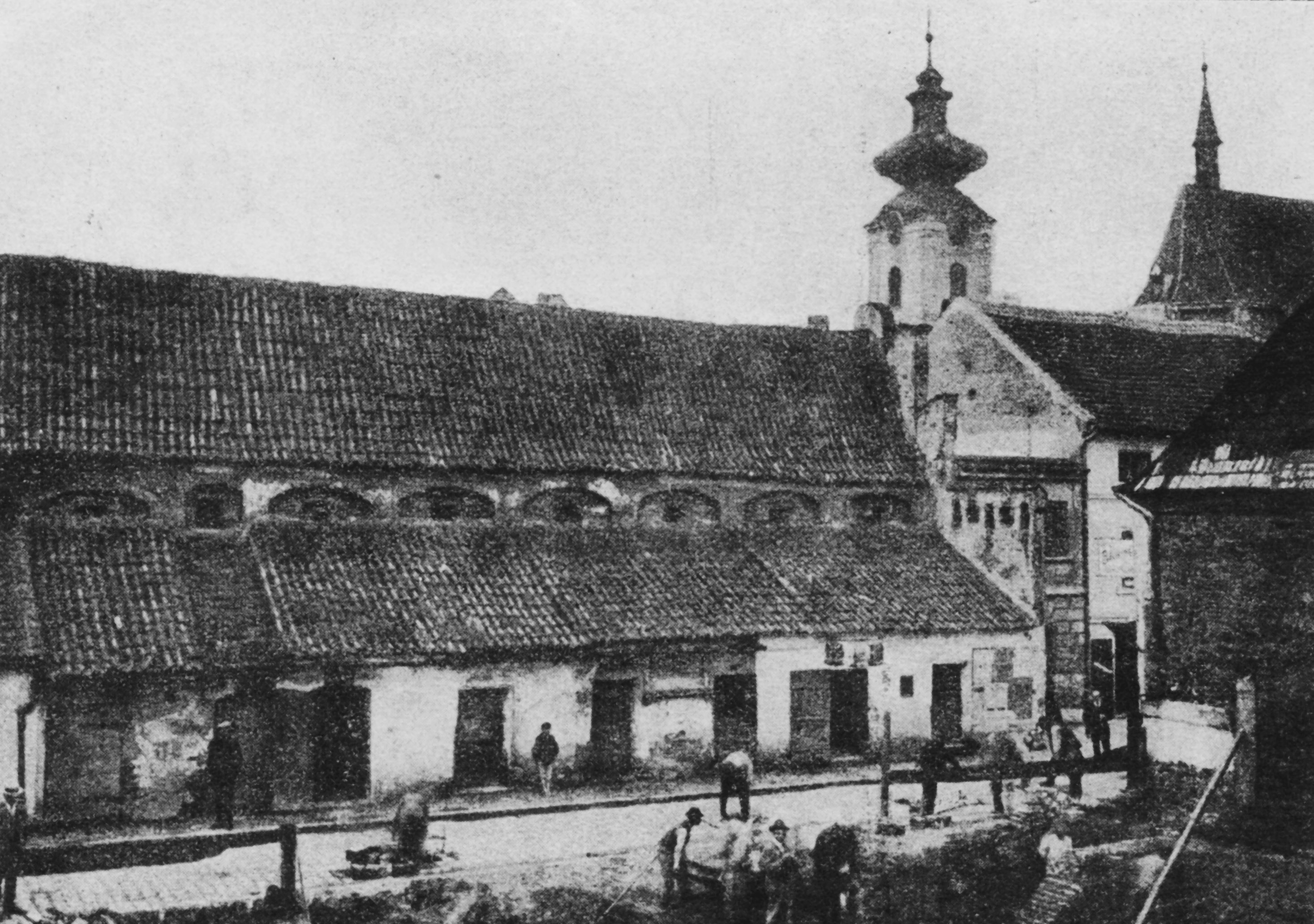
demolice Ettmayerova domu, přes ulici Masné krámy

Při demolici Ettmayerova domu v roce 1911, na jehož místě vznikla později budova spořitelny, byl na jednom ze stropních trámů nalezen vyřezaný nápis:
| „ | ANNO·1641·DEN·KON·UOR·IAKOBI·SEIN·HIE·OBKEPRUN·2·1·7·HAUS | “ |

Česky: Léta 1641 den před svatým Jakubem zde vyhořelo 217 domů. Nápis pravděpodobně nechal vytesat tehdejší majitel domu Petr Schnarcher při obnově po požáru. Vedutu města při požáru směrem od Vltavy, zobrazující mimo jiné Pannu Marii Budějovickou nad klášterem (v úvodu článku) zpracoval grafik Daniel Wussin.